# Tranvia Bologna-Imola
La tranvia Bologna-Imola era una linea tranviaria a vapore italiana che collegava Bologna a Imola, percorrendo in sede promiscua la Via Emilia.

## Storia
La Società Veneta per Imprese e Costruzioni Pubbliche ottenne nel 1885 la concessione cinquantennale per la costruzione e l'esercizio di una linea tranviaria a vapore che collegasse le città di Bologna e Imola.
La tranvia fu inaugurata fino a San Lazzaro il 24 settembre 1885 e prolungata a Imola l'anno successivo, il 20 giugno 1886.
Il progetto datato 1889 del direttore tecnico della tranvia, ing. Miglietta, di prolungare l'impianto fino a Faenza, pur formalmente approvato, non venne mai attuato, così come non fu dato seguito al progetto del 1924 di elettrificazione della linea.
Nel 1935, alla scadenza della concessione, la Società Veneta decise di non rinnovare la stessa. La linea fu quindi soppressa e sostituita da un autoservizio a cura della provincia di Bologna il 24 settembre dello stesso anno.
Un servizio tranviario che ricalcava in parte il percorso iniziale della linea per Imola fu istituito fino a San Lazzaro nel 1948 quale linea urbana della rete bolognese.

## Caratteristiche tecniche
|  |  | Continuation backward | Continuation backward |  |

|  |  | Station on track | Unknown route-map component "ABZg+l" | Unknown route-map component "CONTfq" |

|  | Unknown route-map component "uexKBHFa" | One way leftward | Unknown route-map component "KRZo" | Unknown route-map component "CONTfq" |

| Unknown route-map component "CONTgq" | Unused waterway under railway bridge | Transverse track | Unknown route-map component "ABZgr" |  |

|  | Unknown route-map component "uexHST" |  | Straight track |  |

|  | Unknown route-map component "uexHST" |  | Straight track |  |

|  | Unknown route-map component "uexHST" |  | Straight track |  |

|  | Unknown route-map component "uexBHF" |  | Stop on track |  |

|  | Unknown route-map component "uexHST" |  | Straight track |  |

|  | Unknown route-map component "uexHST" |  | Straight track |  |

|  | Unknown route-map component "uexWBRÜCKE1" | Transverse water | Small bridge over water |  |

|  | Unknown route-map component "uexHST" |  | Straight track |  |

|  | Unused straight waterway |  | Non-passenger station/depot on track |  |

|  | Unknown route-map component "uexBHF" |  | Stop on track |  |

|  | Unknown route-map component "uexHST" |  | Straight track |  |

|  | Unknown route-map component "uexHST" |  | Stop on track |  |

|  | Unknown route-map component "uexHST" |  | Straight track |  |

|  | Unknown route-map component "uexBHF" |  | Station on track |  |

|  | Unknown route-map component "uexHST" |  | Straight track |  |

|  | Unknown route-map component "uexBHF" |  | Straight track |  |

|  | Unknown route-map component "uexHST" |  | Straight track |  |

|  | Unknown route-map component "uexKBHFe" |  | Straight track |  |

| Unknown route-map component "exCONTgq" | Unknown route-map component "exSTRq" | Unknown route-map component "exSTR+r" | Straight track |  |

|  |  | Unknown route-map component "exBHF" | Station on track |  |

|  |  | Unknown route-map component "exSTRl" | Unknown route-map component "eKRZo" | Unknown route-map component "exCONTfq" |

|  |  |  | Continuation forward |

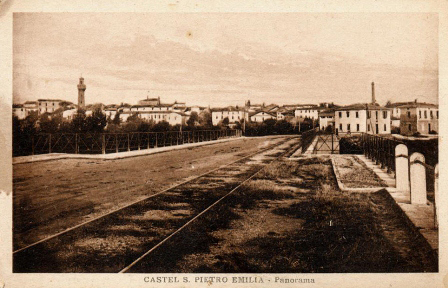
Il ponte sul torrente Sillaro a Castel San Pietro terme, con il binario tranviario diretto a Bologna in una cartolina d'epoca

La tranvia era una linea a singolo binario a scartamento ordinario italiano da 1445 mm. Il binario risultava armato con rotaie da 25 kg/m che ammetteva una velocità massima di 20 km/h.
Originata dalla stazione bolognese di Porta Mazzini, la tranvia proseguiva pressoché per intero lungo la via Emilia, mantenendosene al margine della carreggiata. Fino al 1899 l'attestamento a Imola avveniva presso la Porta Leone, nel borgo San Cassiano, vicino alla città. In tale anno fu costruita la stazione terminale presso l'attuale centro commerciale della Conad, portando l'impianto alla lunghezza complessiva di 33,75 chilometri.
La pendenza massima raggiunta era del 2,4%; i raggi di curvatura non scendevano sotto i 120 m.
Durante il percorso i treni servivano 6 fermate intermedie, oltre che le vere e proprie stazioni di San Lazzaro, Ozzano, Castel San Pietro e Dozza.

## Materiale rotabile
Per la trazione dei treni la Società Venetà utilizzò prevalentemente locomotive cabinate di tipo tranviario a 2 assi che costituivano i gruppi 150 e 170.
Le prime, numerate 150÷154, erano di costruzione Henschel e Breda da 85 kW. Le seconde, contraddistinte dagli identificativi sociali 170÷172, erano anch'esse delle Henschel, realizzate nel 1886 con una potenza di 118 kW provenienti dalla tranvia Vicenza-Montagnana.
Nei primi anni di esercizio tali locomotive erano alimentate a legna, da cui derivò il nome popolare di e' brusamaron, mentre successivamente fu impiegata la lignite. A seguito dell'introduzione del carbone fossile, la durata del viaggio fra le due città si ridusse a un'ora e mezza, dalle due ore di viaggio richieste in precedenza.
In previsione del potenziamento dei servizi presso un altro gruppo di linee della Società Veneta, quello esercito attraverso la controllata Società delle Guidovie Centrali Venete che svolgeva corse da Padova verso Bagnoli di Sopra, Piove di Sacco, Fusina e Mestre, furono acquistate anche i 9 esemplari che costituivano inizialmente il gruppo 179-187; il lotto fu diviso fra due costruttori: le unità 179-184 furono fornite dalla stessa Henschel & Sohn, mentre le successive unità, destinate proprio alla linea emiliana, vennero realizzate dalla Maschinenfabrik Emil Kessler, di Esslingen; delle stesse arrivò tuttavia a Bologna solo la 186.
Completavano la dotazione del parco 10 carrozze a due assi e tre carri merci.

### Materiale motore - prospetto di sintesi
| Unità            | Anno di costruzione | Costruttore | Potenza | Note                                                 |
| ---------------- | ------------------- | ----------- | ------- | ---------------------------------------------------- |
| 150 - Mira       | 1885-86             | Henschel    | 85 kW   | Ex 175                                               |
| 151 - Savena     | 1885-86             | Henschel    | 85 kW   | Ex 178                                               |
| 152 - Gaiana     | 1885-86             | Henschel    | 85 kW   | Ex 186                                               |
| 153 - Roveri     | 1889                | Breda       | 85 kW   | Ex 188                                               |
| 154 - Mezzolara  | 1889                | Breda       | 85 kW   | Ex 189                                               |
| 170 - Montagnana | 1889                | Henschel    | 118 kW  | Ex 211, proveniente dalla tranvia Vicenza-Montagnana |
| 171 - Noventa    | 1889                | Henschel    | 118 kW  | Ex 212, proveniente dalla tranvia Vicenza-Montagnana |
| 172 - Ongiano    | 1889                | Henschel    | 118 kW  | Ex 215, proveniente dalla tranvia Vicenza-Montagnana |